# Kamenice nad Lipou
Kamenice nad Lipou település Csehországban, a Pelhřimovi járásban. Kamenice nad Lipou Žďár, Těmice, Lhota-Vlasenice, Vlčetínec, Častrov, Rodinov, Včelnička és Střítež településekkel határos. Lakosainak száma 3723 fő (2024. január 1.).

## Népesség
A település lakosságának változását az alábbi diagram mutatja:
| Lakosok száma | 3663 | 3329 | 3194 | 2958 | 3951 | 4220 | 3791 | 3766 | 3634 | 3723 |
|               | 1869 | 1890 | 1921 | 1950 | 1980 | 2001 | 2017 | 2019 | 2022 | 2024 |